# AZS Politechnika Warszawska (piłka siatkowa kobiet)
AZS Politechnika Warszawska – polski kobiecy klub siatkarski z Warszawy należący do AZS Politechnika Warszawska i będący jego sekcją. W sezonie 2011/2012 występuje pod nazwą Imtech AZS Politechnika Warszawska.